# ハル・ノート

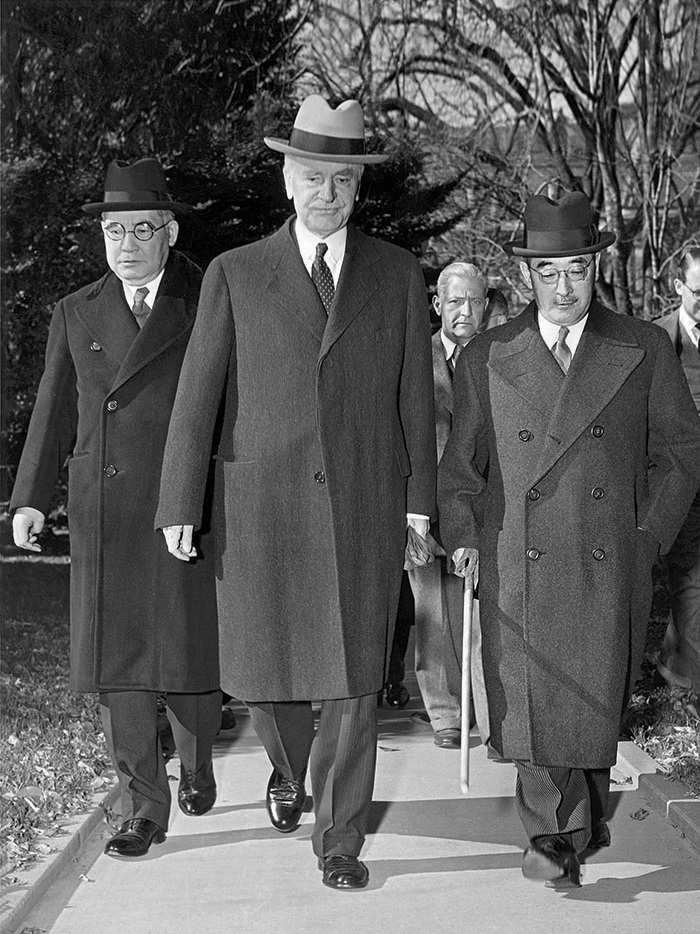
コーデル・ハル国務長官と最後の会談に臨む野村吉三郎駐米日本大使と来栖三郎特命大使（1941年12月7日）

ハル・ノート（英語: Hull note）、正式名称：合衆国及日本国間協定ノ基礎概略（がっしゅうこくおよびにほんこくかんきょうていのきそがいりゃく、英語: Outline of Proposed Basis for Agreement Between the United States and Japan）は、対英米戦争開戦直前の日米交渉において、1941年（昭和16年）11月26日（日本時間11月27日）にアメリカ側から日本側に提示された交渉文書である。
日本側の求める日本軍の中国駐兵を拒否して全面撤兵を要求するとともに、交渉過程では文書上は避けていた汪兆銘政権の否認を明確化、さらには仏領インドシナからの撤兵、日独伊三国同盟の破棄なども要求する非妥協的、かつ日本のそれまでの対外行動を全否定する内容となっている。
既に日本側は11月1日大本営政府連絡会議及び11月5日御前会議において、対英米蘭戦争を決意しており、12月1日午前零時までに外交交渉が成立しなければ戦争に踏み切ることを決定していた。ハル・ノートを受けて、開戦論者はもちろん、交渉論者も一致団結して開戦を支持することになった。そして、12月1日御前会議において、「十一月五日決定の『帝国国策遂行要領』に基く対米交渉は遂に成立するに至らず。帝国は米英蘭に対し開戦す」との議案を可決し、開戦に至った。
なお、ハル・ノートの冒頭には「厳秘 一時的且拘束力ナシ」という但し書きがあり、アメリカ政府の正式な提案ではなく、コーデル・ハル国務長官の「ノート」（覚書）という形をとっている。
日本で「ハル・ノート」という通称が用いられるようになった時期は、第二次世界大戦後の極東国際軍事裁判前後だと考えられており、アメリカでは1941年11月26日アメリカ提案、あるいは "Ten Points" とも呼ばれている。
※提示に至る経緯は日米交渉を参照。
また、以下の説明文に記載のある「暫定協定案」「乙案」の内容については日米交渉#東條内閣と国策再検討以下の箇所を参照のこと。
アメリカ政府は対日回答として「暫定協定案」と包括的な「基礎的一般協定案」（ハル・ノートの原型）の二部構成で検討を進めており、前者は事態打開の方策を列記した日本の乙案と軌を一にした内容であった（ただし資産凍結解除及び石油の供給を求める乙案に対し、暫定協定案の禁輸解除は限定的で双方の隔たりは大きかった）。しかし、暫定協定案には中華民国が猛反対し、ヘンリー・スティムソン陸軍長官からの日本軍に関する誤報も重なり、フランクリン・ルーズベルト大統領とハル国務長官は暫定協定案を放棄した（なお、暫定協定案放棄の決定的理由は今も明らかではない）。その結果、「東アジアを日本の勢力圏とすることを否定して『門戸開放』を要求する原則論一本」のみが日本に提示されることになる。
1941年11月26日（アメリカ現地時間16時45分から18時45分、日本時間11月27日6時45分から8時45分)に行われた、駐米日本大使の野村吉三郎・来栖三郎との会談で、ハルは日本側の最終打開案である乙案に対する拒否の回答を伝え、ハル・ノートを手交した。

## 内容
冒頭に「厳秘 一時的且拘束力ナシ」 (Strictly Confidential, Tentative and Without Commitment)との記載がある。
第一項「政策に関する相互宣言案」にはハル四原則が書かれ、第二項には10項目から成る具体的措置が示されている。
附属のオーラルステートメントでは、ハル・ノートは「太平洋全地域に亙る広汎乍ら簡単なる解決の一案」「六月二十一日附米国案と九月二十五日附日本案の懸隔を調整」と説明されているが、実際には日本側の要望はすべて無視したものであった。6月21日付米国案では、日中和平の条件として日本の立場に理解を示す文言（共産主義運動に対する防衛のための日本軍の中国駐兵を今後の検討対象とする、「満洲国に関する友誼的交渉」といった項目）もあったが、ハル・ノートは条件をつり上げたことになる。

## ノート手交後の交渉

### 日本大使の反論
ハル・ノートを受け取った野村・来栖両大使は難色を示してハル国務長官と応酬したが、ハルは「何れも立ち入つては何等説明も主張もしない。全体の態度が殆ど問答無用といった風で、俗にいう取り付く島のない有様であった」という。
来栖は、多辺的不可侵条約の締結（第二項1）について「（日本に）ワシントン会議以来の苦い経験があるにも拘らず、又々九カ国条約と同じような機構を復活せよというのは、過去四年間の日華事変を全然無視せよということになる」と反対したが、ハルは何等力強い反駁を加えることをしなかった。
第二項3の全面撤兵及び第二項4の重慶政府以外不支持については「出来ない相談で、米国が蔣政権を見殺しに出来ないと同様、日本は南京政府を見殺しにする訳にはゆかぬ」と言うと、ハルは「南京政府は到底中国を統治する能力なし」と応酬し、撤兵については「即時撤兵を主張するものではない」と述べた。
日本側が「三国条約の問題に至りては米国は日本をして出来得るだけの譲歩を為さしめんことを希望せられつつある一方、支那問題に対しては殆ど当方をして重慶に謝罪せよと称せらるるに等く」、先日ルーズベルト大統領が日中和平の『紹介』をしたいと述べたのはまさかこのような趣旨だとは思わなかったと抗議すると、ハルは黙して答えなかったという。
なお、暫定協定について来栖が問い質すと、ハルはその問題の可能性は探求済みである、探求には最善を尽くしたとだけ答えた。
会談の最後に、来栖はこのノートをこのまま政府に伝達するのは深い疑念があるとまでいい、野村は米国としてはこの案の外考慮の余地なしかとして、ハルに大統領との会談を要請した。

### 翌日の日米会談
11月27日（米時間）、野村・来栖両大使と会見したルーズベルト大統領は、態度は明朗だが案を再考する余地はまったくないように思われたという。
ルーズベルトは「自分は今尚大いに平和を望み、希望を有している」と述べたが、野村の「今回の貴国側提案は日本を失望させるべし」との言に対しては、「自分も事態がここまでに至ったのはまことに失望している」と応じた。さらに「日本の南部仏印進駐により第一回の冷水を浴びせられ、今度はまた第二回の冷水（日本のタイ進駐の噂）の懸念もある」「ハルと貴大使等の会談中、日本の指導者より何ら平和的な言葉を聞かなかったのは交渉を非常に困難にした」「暫定協定も日米両国の根本的主義方針が一致しない限り、一時的解決も結局無効に帰する」と述べた。
同席していたハルも暫定協定が不成功になった理由について「日本が仏印に増兵し、三国同盟を振りかざしつつ、米国に対して石油の供給を求められるが、それは米国世論の承服せざる所である」と付言し、日本の指導者が力による新秩序建設を主張したことを遺憾とした。

### ハルの外交交渉不能との見解
暫定協定案の放棄とハル・ノートの提示について、11月27日付のヘンリー・スティムソン陸軍長官の日記には次のようにある。
後の東京裁判で、日本側弁護人のベン・ブルース・ブレイクニーからこのハルの発言について問われた米国国務長官特別顧問のバランタインは、「陸海軍の手にある」という発言は「それは情勢が重大になったという意味と思う」と答えている。
27日、ルーズベルト大統領は、現地指揮官に「最後的警戒命令」を発出するというスティムソンの提議に同意した。まずフィリピン、ハワイ等の陸軍司令官に「対日交渉は、日本が再び会談継続を提案する可能性だけを残して、すべての実質的目的を終えた。日本の将来の行動は予断できないが敵対行動はいつおこるかわからない」との警戒命令が出され、次いで太平洋艦隊及びアジア艦隊に対しては「日米交渉はすでに終わり、日本の侵略的行動がここ数日以内に予想される」との「戦争警告」が発せられた。
さらに28日の軍事会議では、日本軍の南進について議論があり、特に日本軍がクラ地峡に進出すればイギリスは戦うであろうこと、もしイギリスが戦えばアメリカも参戦せねばなるまいということで意見が一致した。
29日、ハルは駐米イギリス大使のハリファックス卿に次のように告げた。「日米関係の外交部門は終わった。今や問題は陸海軍の手に移った。私の意見では、今や全面的に更新された日本の征服計画は、多分のるかそるかの賭けだろうから、極度の大胆さと冒険を必要とするに違いない。…彼らは独ソ戦の成り行きにはたいして注意を払わずに、死に物狂いに企図を進めるだろう」。

## 関係国の反応
暫定協定案の放棄は中国以外の関係国を驚かせ、27日には駐米イギリス大使のハリファックス卿がウェルズ国務次官に抗議した。しかし、ウェルズが日本軍の大部隊が南下している情報を伝えると、ハリファックス卿も納得したという。また、29日にはカセイ駐米オーストラリア公使が日米間の調停を申し出たが、ハルは外交上の段階は過ぎたと拒否している。

## 日本側の反応

### ハル・ノート着電と11月27日連絡会議
野村大使の第一報（ハル・ノートの要旨報告）、在米武官からの要旨報告電報が相前後して日本に届いたのは27日の午後とされる。東條英機首相及び東郷茂徳外相の回想を総合すると、野村や在米武官からの報告を受け、午後2時の連絡会議でこれを審議したという。東條は審議の結論を「11月26日の覚え書きは明らかに日本に対する最後通牒である」「この覚書は我国としては受諾することは出来ない。且米国は右条項は日本は受諾し得ざることを知ってこれを通知して来ている」「米国側においては既に対日戦争を決意しているものの如くである」と回想しており、また東郷は出席者の様子を「各員総て米国の強硬態度に驚いた。軍の一部の主戦論者は之でほっとした気持ちがあったらしいが、一般には落胆の様子がありありと見えた」と回想している。
ハル・ノート着電との前後関係は判然としないが、『杉山メモ』によると、27日の連絡会議で「宣戦に関する事務手続順序」及び「戦争遂行に伴ふ国論指導要綱」が採択され、12月1日の御前会議で戦争開始の国家意思を決定すること、開戦の翌日に「宣戦ノ詔書」により宣戦布告を行うことなどが定められた（日本の対米英宣戦布告）。『機密戦争日誌』には「連絡会議開催、対米交渉不成立大勢を制し、今後開戦に至るまでの諸般の手続きに就き審議決定す」(27日付)とある。
なお、昭和天皇は27日午後1時27分に東條首相から日米交渉について奏上を受け、翌28日午前11時30分には東郷外相からハル・ノートの説明を受けた。『木戸幸一日記』には11月28日の欄に「東郷外相参内米国の対案を説明言上す。形勢逆転なり」と記されている。
昭和天皇の戦後の回想では、「実に石油の輸入禁止は日本を窮地に追込んだものである。かくなつた以上は、万一の僥倖に期しても、戦つた方が良いといふ考が決定的になつたのは自然の勢と云はねばならぬ、…その内にハルの所謂最后通牒が来たので、外交的にも最后の段階に立至つた訳である」となっている。

### 天佑としての受け取り
暫定協定案については、海外での中国のリーク情報が回り回って日本側にも伝わっており、「米国は経済関係を回復するから、日本も武力行使を取りやめよというような内容のものと判断される」（佐藤賢了軍務課長）、「米側の要求として、我方の仏印部隊全面撤退と資産凍結解除とを関連せしめる模様」（東郷外相）との見方があった。しかし、ハルの回答は対日妥協案のようなものではなく、「予想に反し全く強硬な内容」（佐藤）であった。
『機密戦争日誌』には在米武官からの電報について次のように記されている。
また、佐藤軍務課長も「米の懐柔政策により、わが国論の一部に軟化を来たし、大切な時に足並みが揃わぬことがあっては大問題だと思っていたが、かくの如き強硬な内容の回答を受け取ったことにより、国論が期せずして一致することが出来たのは洵に慶賀すべきことである」としたように、主戦派にとってはハル・ノートは「天佑」であった。実際、東郷や大蔵大臣の賀屋興宣も開戦に反対せず、海軍も戦争の決意を固め、全員一致で開戦の決意がなされた。その意味でハル・ノートは日本にとって真珠湾攻撃に匹敵する衝撃を与えたとする主張もある。

### 東郷外相の失望
東郷外相は日本側が最終案として提示した乙案が拒否され、ハル・ノートの内容にも失望し外交による解決を断念した。東郷は「自分は眼もくらむばかりの失望に撃たれた」「長年に渉る日本の犠牲を無視し極東における大国たる地位を捨てよと言うのである、然しこれは日本の自殺に等しい」「この公文は日本に対して全面的屈服か戦争かを強要する以上の意義、即ち日本に対する挑戦状を突きつけたと見て差し支えないようである。少なくともタイムリミットのない最後通牒と云うべきは当然である」と回想している。当時、外務省は中国やアメリカの暗号を解読しており、東郷がアメリカ側で暫定協定案が検討されている事を知っていた可能性が指摘されている。東郷の失望はそうしたものも合わせたものとも考えられる。また、そもそも東郷は日本中心の「東亜新秩序」あるいは「大東亜共栄圏」の建設を当然視しており、ハル・ノートにおける国際秩序構想―ハル四原則や九カ国条約の再確認とは相容れなかったとする見解もある。
東郷から相談を受けた外務省顧問佐藤尚武は「たとえハル・ノートのようなものが来たからといって、絶望せずに何とか危機を脱する方法を見つけねばならぬと考え、前後三回にわたり、東郷と、息詰まるような議論を交わした」という。開戦論に転じた東郷の「日米交渉は成立せず、戦争は不可避にして又避くるを要せず、長期戦の必敗は予想するに及ばず、との態度」に対し、佐藤は「戦争は国運顛覆の虞れあるものなれば飽く迄之を避けざるべからず、又避け得」と主張したが、物別れに終わり、佐藤は顧問の職を辞した。
東郷は28日の閣議において「従来我方の主張とは雲泥の相違あり、且四月以降半才余に亘る彼我の交渉経緯を全然無視せる傍若無人の提案を為し来れり」とハル・ノートを非難した。また、野村大使に対しては「我方としては到底右（ハル・ノート）を交渉の基礎とするに能はず。従って今次交渉は右米案に対する帝国政府見解申入を以て実質的には打切りとする他なき情勢なるが、先方に対しては交渉決裂の印象を与ふることを避けることとし度き」と訓電し、以後の交渉は開戦企図の秘匿に配慮するためのジェスチャーとなった。

### 12月1日の御前会議
日本では、多くの関係者が、ハル・ノートを事実上の最後通牒または宣戦布告であると受け取ったという。しかし、「ハル・ノートは、日本政府が受諾不可能な厳しい対日要求を盛り込んだ最後通牒であった。それ故に日本は自衛上戦争やむなしとなり、12月１日御前会議で開戦を決定した」という見解には問題がある。実質的な開戦決定はあくまで11月5日の御前会議であり、会議で可決された『帝国国策遂行要領』（「帝国は…自存自衛を完うし大東亜の新秩序を建設する為、此の際米英蘭戦争を決意し」「武力発動の時期を12月初頭と定め、陸海軍は作戦準備を完整す」）に基づき、陸海軍が戦闘体制へ移行しているからである。
東郷外相は戦後の東京裁判で、ハル・ノートの内容では日本が自殺か戦争か選ぶしかないと発言しており、安井淳によれば、ハル・ノートによって日本は開戦を決意したとする見解は、当時の日本側関係者が自己の開戦責任に対する弁明のために主張したことによって日本国内で流布することとなった面も強いという意見がある。
12月1日の御前会議において、東條英機首相は日米交渉に努力してきたが「米国は従来の主張を一歩も譲らざるのみならず、更に米英蘭支聯合の下に、支那より無条件全面撤兵、南京政府の否認、日独伊三国条約の死文化を要求する等、新なる条件を追加し帝国の一方的譲歩を強要して参りました。若し帝国にして之に屈従せんか、帝国の権威を失墜し支那事変の完遂を期し得ざるのみならず、遂には帝国の存立をも危殆に陥らしむる結果と相成る」とした。そして、米英蘭支は経済的、軍事的圧迫を強化しており、特に作戦上、これ以上時日の遷延は許されないとして「帝国は現下の危局を打開し、自存在自衛を全うする為、米英蘭に対し開戦の已むなきに立ち至りましたる次第であります」と説明した。
東郷外相もハル・ノートに対して次のような意見を述べた。「通商問題（第二項6、7、8）及支那治外法権撤廃（第二項5）等、我方として容認し得べき項目も若干含まれて居りますが、支那仏印関係事項（第二項2、3）、国民政府否認（第二項4）、三国条約否認（第二項9）、及多辺的不可侵条約（第二項1）等は、何れも帝国として到底同意し得ざるものに属し、本提案は米側従来の諸提案に比し著しき退歩にして、且半歳を超ゆる交渉経緯を全然無視せる不当なるものと認めざるを得ぬ」「提案を基礎として此上交渉を持続するも、我が主張を充分に貫徹することは殆ど不可能というの外なしと申さなければなりませぬ」。
会議の結果、対米英蘭開戦が決議される。『杉山メモ』には開戦の聖断を下した昭和天皇の様子が次のように記されている。
「本日ノ会議二於イテ、オ上ハ説明ニ対シ一々頷カレ、何等御不安ノ御様子ヲ拝セズ、御気色麗シキヤニ拝シ、恐懼感激ノ至リナリ」
同日、参謀総長の杉山元と軍令部総長の永野修身は列立して作戦実施の関する大命の允裁を仰ぎ、昭和天皇からは「此の様になることは已むを得ぬことだ。どうか陸海軍は協調してやれ」との御言葉があった。翌12月2日、開戦日が12月8日と最終決定されたことを受け、午後5時30分、連合艦隊司令部から、ハル・ノートが提示される以前にハワイオアフ島真珠湾に向けて出航していた機動部隊へ、真珠湾攻撃の命令が発せられた。

### ハル・ノートにおける満洲国について
ハル・ノートにおける「支那（中国）」には満洲国が含まれるかどうかがしばしば問題になる（ハル・ノートで言うところの「中国」には満洲は含まれていないとする説がアメリカ側の研究者から出ている）。しかし、そもそもハル国務長官にとって満洲問題は優先順位が低く、日米交渉の争点にすらなっていないのが実情であった。
ハルも野村大使も「中国」という言葉を満洲を含む意味には使っておらず、国務省極東部内の認識も同様で、それが現場の常識であった。ハル・ノートの原案であるモーゲンソー案においても満洲は中国とは別の地域を意味しており、11月22日案・11月24日案においても「中国（満洲を除く）」と明記してあった（ただし、11月25日案（ハル・ノート)では「（満洲を除く）」という挿入句が外された。24日から25日にかけての数時間の間に、このような修正がなされた理由は現在でも不明である）。
一方、日本政府の解釈であるが、12月1日の御前会議での東條首相及び東郷外相の説明では、ハル・ノートの解釈について「汪兆銘政権の否認」を挙げていても満洲国の否認は挙げていないこと、そして東郷が米国案を受諾すれば「其の結果満洲国の地位も必然動揺を来すに至るべく」と述べていることから、ハル・ノートにおける「支那（中国）」の中に満洲国は含まれていないとの前提に立っていたことが認められる。御前会議において枢密院議長の原嘉道がこの点について質問しているので、以下に原と東郷のやりとりを引用する。
須藤眞志は、東郷が日米諒解案を米提案だと思い込んでいるのは信じがたいものがあるとしつつ、この答弁は論理的にも意味不明であり、質問に対して何の回答にもなっていないと評して、この問題について何の議論も行っていない無関心さを指摘している。そして、東條の東京裁判での宣誓口供書（ハル・ノートの難問として「支那全土（満洲を含む）からの無条件撤兵」「満洲政府否認」等を挙げている）、田中新一作戦部長の回想（ハル・ノートを「全支（満洲を含む）からの撤兵」「満洲国政府の否認」と解釈）、佐藤賢了軍務課長の回想（「満洲を含む中国からの全面撤退」と解釈）といった軍部関係者の証言から「とても『（支那の中に満洲国は）含まれないとの前提に立っていた』とは思われない」としている。
しかし、安井淳によると、須藤の依拠した軍部関係者の証言は戦後の回想という問題点があり、戦前（あるいは開戦直後）の一次史料と矛盾する。事実、外務省のハル・ノート翻訳文や御前会議での東郷の説明、在米武官からの報告、東條首相のラジオ放送などからは「満洲を含む」との文言は確認できない。原の質問から当時、「満洲を含む」との流言があったことは間違いないが、責任ある地位にいた者の中で「満洲を含む」と解釈していたとは認められない。
つまり、ハル・ノートで米国から満洲撤兵の要求もあったと公然と言われるようになったのは戦後のことであり、その起源を辿ると、東京裁判における被告側（日本側）の主張―満洲を含む中国からの撤兵という苛酷な要求により日本は開戦を強いられたという「ハル・ノート開戦説」―と一致する。

### 当時の新聞報道
11月28日付朝日新聞夕刊には「ハル長官、最後的文書を手交」の見出しで、「ハル国務長官は26日午後の日米会談において日本側に文書を手交したが、右は日米問題の平和的解決に対する米国の態度を要約したものと推測される」「野村、来栖両大使とも…記者団の質問に対してはいっさい口を緘して語らなかった」「各方面とも26日の日米会談再開をもって、恐らく日米交渉の前途を卜するに足る重大意義を有するものとの一致した観測を下している」とある。
11月28日付中外商業新報には「米、原則的主張を飽くまでまげず」との見出しで、ハルが26日に手交した文書について「恐らくは最後的な米側の提案と解されるものである」「米政府スポークスマンの語るところによると、右文書は、『過去ニ、三週間に亘る会談が最高潮に達した事実を表すものであり、…誰でも熟知している或る種の基本的原則に基づいたものである。』とのことであるが、これは米側の提案が依然ある点において過去の原則的主張を頑固に固執していることを示唆するものであり、従って会談の前途はすこぶる楽観を許さざるものと見られる」とある。
また、ニューヨーク27日発の同盟電によれば、「26日夕刻、ハル国務長官が野村、来栖両大使と会見、文書を手交してからは急角度を以って悲観論が圧倒的となり、27日の朝刊各紙は『日米交渉がついに最後の段階に達し、日米関係が和戦いずれかに決定される時が来た』と大々的に報じている」として、「米各紙、悲観論濃厚」としている。その中には「率直にいって該文書には今後多くの交渉の余地が残されていない様だが、戦争必至というのではない」（ワシントン・スター紙）、「この文書が原則論に固着しているものとすれば、日本が容認できないのは当然だ。支那側の意見のみが絶対的のものではなく、極東戦争を回避せんが為には関係諸国が夫々譲歩すべきだ」（ニューヨーク・サン紙）との論があった。なお、当時のアメリカ世論は、1941年9月時点でのギャラップ調査では、戦争を賭しても日本の発展を阻止すべきという意見が70％だった。
開戦後には、外務省から「日米交渉の経過」が公表された。その中には乙案の全文やハル・ノート全十箇条の大要が含まれており、12月9日付朝日新聞夕刊では「米、中国撤兵と三国同盟死文化に固執」との見出しで報道された（「対米覚書」についても、「日本側、交渉打ち切りの最後通牒を手交」との見出しで全文が掲載されている）。

## 解釈と評価

### 当事者・関係者の回想・評価

#### 日本側当事者・関係者
来栖大使
「この文書の冒頭の欄外に (Tentative and without commitment 暫定且無拘束)としてあり、且つ先方は一案(a plan )であると説明したのであるが、その内容からすれば、米国側は従来の主張から一歩も引いていないことが判る。のみならず、全然交渉の始めに戻ったと云う方が適当な点が多い」「乙案の受諾は出来ないから、更に議論しようというのである」「乙案提出の際に、「右ニテ米側ノ応諾ヲ得サル限リ交渉決裂スルモ致シ方ナキ次第ニツキ」と訓令されている上に、二十九日までに調印をも完了というタイム・リミットを課せられている我々の失望は甚大なものであった」と回想している。また、ハル・ノートを最後通牒かと思ったか否かについては、「最後通牒とまでは思わなかつたが、当時の事情の下に於いてはそうも思える」としている。
野村吉三郎大使
ルーズベルト大統領とハル国務長官について、「米国の信条とする対外政策の諸原則に膠着し、一歩もその埒外に出ることなくgive and takeは少しもなかった」「両者とも非常に世論を顧慮する。これがけだしデモクラシーの正体であろう」と回想している。
東郷茂徳外相
日米交渉の経過について、「日本の提出した要求の過大なることは勿論であるが、米国の態度が四月所謂日米諒解案の頃とは変調を見せ、六月末の提案を固執して些の譲歩をも示さず、殊に七月末資金凍結以来は極めて非妥協的で、只時日の遷延を図つて居るとしか思へなかつたことである。米のこの態度は交渉の決裂延いては戦争を辞せざるの決意なくしては執れないとの印象を強く受けたのである」「これでは松岡君が交渉不成立を見越してその打ち切りを主張した理由がわかる。むしろ内閣で我が要求条件を緩和しないでただ交渉成立を楽観していた理由が不可解だ」と回想している。また、撤兵問題について「支那に於ける日本の駐兵が不都合であると言い乍ら、外蒙（現在のモンゴル国）に於けるソ連軍隊の駐在に抗議せざるは不公平である」としている。
武藤章軍務局長
ハル・ノートについて「これは日本にとりては交渉打ち切りの通告であった」と回想した上で次のように述べている。
「私は当時考えた。もし四月以来の日米交渉がなかったらどうだろうと。…然るに最初の日米諒解案が非常に甘いものであり、それが逐次辛いものとなって来る。日本は辛棒しながら譲歩して来て最後に打切りとなる。そこで皆一様に憤慨する。反対のしようがないのだ。私は日米交渉の経緯を考えて米国に一杯喰わされた感じがしてならない」。
重光葵
ハル・ノートについて、「仮令、尚、試案なりと銘打ってあっても談判の最後的階段に於て提出したものであるから、甚だ非妥協的なものである。日本側が公然述べて居る大東亜共栄圏の確立、支那事変の完遂、三国パクトによる枢軸政策とは大凡縁の遠いものである。日本の提案と此米国の試案とを調和せしむることは絶望とは云はずとも至難なことである」と手記に書き残し、また「此の提案に接した日本政府は殆ど交渉継続の熱意を喪失」したとも記している。
有田八郎元外相
「況んやハル・ノートには最恵国待遇及び通商障壁低減の措置に基く日米通商条約の締結、資金凍結令の廃止、円弗為替の安定、原料物資の無差別待遇原則の支持等平和日本の経済発展に有利に利用し得べきものが含まれていたのだから、なを慎重に考え直して見るべきであった」として、ハル・ノートを受諾してもよかったのではないか、と戦後に述べている。
吉田茂
ハル・ノートについて、「すなわちこれは『試案』であり、『日米交渉の基礎案』であるといっている。実際の肚の中はともかく外交文書の上では決して『最後通牒』ではなかった筈だ。私はあらためて東郷外務大臣を訪ね、･･･執拗にハル・ノートの右の趣旨をいって、注意を喚起した」「私は少々乱暴だと思ったが、東郷君に向かって『君はこのことが聞き入れられなかったら、外務大臣を辞めるべきだ。君が辞職すれば閣議が停頓するばかりか、無分別な軍部も多少反省するだろう。それで死んだって男子の本懐ではないか』とまでいったものだ」と回想している。
佐藤賢了
「『暫定協定案が十一月二十六日のハルノートの代わりに来ていたら、あなた方は戦争を決心したか、せんか』ということを東條総理・東郷外務大臣・賀屋大蔵大臣・武藤軍務局長・嶋田海軍大臣・岡軍務局長等、関係者にきいてみた。さすがに東條さんは、『うん、これがくればむろん……』、といいかけられたが、まさかこの期におよんで『これがくれば戦さしなかった』ともいえない、というような顔つきで『ウーン』といって、後は黙ってしまわれた。それから後の人は全部、『これさえ来とりゃ戦さするんじゃなかった』といった。しかし、果たしてそうかどうかは、質問した場合が、戦いはもう負けて、捕われの身になってからの感じであるので、もしも、そんなものが実際十一月の二十五日か四日に来たら戦さをしなかったどうかは、非常に疑問である」と回想している。
「暫定協定案で雀の涙程の石油をくれても、それでは当時、日本の石油問題は無論解決しなかった」「交渉を延ばせば日本の海軍はもう足腰たたなくなるということを、アメリカはソロバンにおいているのだから。それならやっぱり、ただ日本の言い分が少し通ったというだけで、実質は結局、何にもならないのである。だから、やっぱり戦争になったのじゃないかと思う」。

#### 米国側当事者・関係者
コーデル・ハル国務長官
「私が一九四一年十一月二十六日に野村、来栖両大使に手渡した提案（十ヵ条の平和的解決案）は、この最後の段階になっても、日本の軍部が少しは常識をとりもどすこともあるかも知れない、というはかない希望をつないで交渉を継続しようとした誠実な努力であった。あとになって、特に日本が大きな敗北をこうむり出してから、日本の宣伝はこの十一月二十六日のわれわれの覚書をゆがめて最後通告だといいくるめようとした。これは全然うその口実をつかって国民をだまし、軍事的掠奪を支持させようとする日本一流のやり方であった」。
また、ハルは日米交渉の目的について、次のように言及している。「ヨーロッパに戦争が勃発し、特にフランスが陥落してから、アメリカは日本とのすべての関係において2つの目的をもっていた。その一は平和であって、その二はもし平和がえられなければ、アメリカの防衛を準備するために時間を稼ぐことであった。アメリカは平和をかちとりえなかったが、無限の価値ある時間を稼いだ」「日本がもし六ヵ月早く真珠湾を攻撃していたならば、世界戦争の全貌が変っていたかも知れない」。
ジョセフ・グルー駐日米国大使
「米国政府は極東の全情勢を調整するための十ヶ条からなる提案草案を日本に渡した。範囲の広い、客観的にして政治道を具現化した文書であり、もし日本が侵略的政策を中止しさえすれば日本がそのために戦いつつあり称するものをほとんど全部与えることを提議している。このプログラムに従えば、日本は必要とする原料を自由に入手することと、通商貿易の自由と、財政的協力と援助と、凍結令撤回と、米国と新しい通商条約を交渉する機会を与えられる。だがもし日本が東亜の国々を政治的経済的に抑圧しようと欲し―日本の極端主義者の多くはこれを欲している―武力によって南進を遂行せんとするならば、間もなくABCD国家のすべてと戦端を開くことになり、問題なく敗北して第三等国の地位に落ちる」「日本の世論はいつでも比較的短時間に形づくることが出来る。今政府がとるべき賢明な処置はワシントン会談でこれ以上武力にうったえることなく、いままでそれを目的に戦ってきた保全及至『自由』を獲得し、偉大な外交的勝利を占めたことを国民に納得させることである」。
また、グルーはハル・ノートは決して最後通牒ではない、日米間で認められた協議の基礎を明示したものであることを東郷外相に説明したいと、吉田茂に依頼して会談を申し入れたが、東郷は応じなかった。後にグルーは東郷に会ったが、「自分は甚だしく失望している」と告げられたという。

#### その他諸国の当事者・関係者
ロバート・クレイギー駐日イギリス大使
「もし、暫定協定案について何らかの妥協が成立し、三ヵ月間の猶予期間が得られたとするならば、季節風の条件で日本軍のマレー上陸作戦は困難になっただろう。また独ソ戦の様相も変化する。対独潜水艦戦の成功といった新しい要素も加わり、日本政府が対米戦の決断に達することは極めて困難になるだろう」（1942年2月4日付チャーチル英首相宛の報告書において）。
ウィンストン・チャーチル英首相
クレイギーの報告書について、「日本がアメリカを攻撃し、そのためアメリカが国を挙げて勇躍参戦してきたことはまさに天の恵みであった。大英帝国にとって、これ以上の幸運はそうざらにはない。日本の対米攻撃は、いずれが我が国の友であり敵であるかを、白日のもとにさらした」と批判し、報告書を厳秘扱いとした。イギリスは対独戦に苦戦しており、戦局打開の策としてアメリカの参戦を切望していた。親日派で知られたチャーチルが対日宥和工作を進めていたとの評もあるが、実際にはイギリスは抗日派が多数を占めていた上に、親日派といえどもアメリカとの関係悪化や中国の反発を招きかねない対日融和は困難であった。チャーチルの回顧録には、日米開戦の知らせを受け、最終的勝利を確信し狂喜する様が描かれている。
また、チャーチルは、日本の参戦まで多くの時間が稼げたことについて次のように述べている。「もしドイツが一九四〇年六月フランス崩壊後にイギリス本土侵入を企て、またもし日本がそれと同じ時期に、イギリス帝国とアメリカに宣戦したとすれば、われわれの運命がどんなに災厄と苦悶とであっただろうことは、何人も知りえない」（1941年12月26日のアメリカ上下両院合同会議における演説で）。
蔣介石
持久戦となった日中戦争において、蔣介石の悲願は、日ソ開戦あるいは日米開戦の実現であった（日ソ中立条約により日ソ開戦が遠のいてからは、「日米開戦のみが日本に勝利する唯一の方法」となっていた）。蔣介石は胡適大使と宋子文を通じて、アメリカが対日妥協を行わないようルーズベルト工作を進めていたが、日米開戦を受け、日記に「抗戦四年半以来の最大の効果であり、また唯一の目的であった」と記した。
汪兆銘
ハル・ノートで汪兆銘政権は否認されることになるが、汪自身は「もし自分の存在が全面和平に妨害となるならば、何時にても引き下がる」と述べていた。汪は日米交渉を楽観視していたが、畑俊六支那派遣軍総司令官から日米開戦を聞かされときは「頗る沈重なる面持」であったという。
ロナルド・リンゼイ駐米英国大使
「ルーズベルト大統領は戦争を避けるため、経済封鎖に固執していた」と述べている。

#### 東京裁判での言及
ベン・ブルース・ブレイクニー（東郷担当の弁護人）
「本法廷において『最後通牒』ということに付多くが語られた。ハル・ノートが『最後通牒』と認められるべきや否やは全く関係ない問題であつて、問題は覚書の効果である。…ハル・ノートは歴史となつた。されば之を現代史家の語に委ねよう。『本次戦争に就いて言えば真珠湾の前夜国務省が日本政府に送つた覚書を受け取ればモナコやルクセンブルクでも米国に対し武器をとつて立つたであろう』」。
ラダ・ビノード・パール判事
ブレイクニーが引用した現代史家の一節を、パールも個別意見書に引用している。
また、パールは6月21日付米国案とハル・ノートを比較した上で、これまでの交渉で一度も言及されたことのない条項があることや従来の米国の主張を超えるような要求をしていることを指摘し、「日本の内閣は、たとい『自由主義的』な内閣であろうと、また『反動的』なそれであろうと、内閣の即時倒壊の危険もしくはそれ以上の危険を冒すことなしには、その覚書の規定するところを交渉妥結の基礎として受諾することはできなかったであろう」「ルーズヴェルト大統領とハル国務長官が東京の日本政府はこの覚書の条項を受諾するだろうとか、またこの文書を日本に交付することが、戦争の序幕になることはあるまいと1941年11月26日の遅きに至って考えるほど、日本の事情にうとかったとは、とうてい考えられないことである」という米国人歴史家の一節も引用している。
信夫淳平
内外法政研究会（東京裁判の弁護対策として発足した民間団体）の研究資料において、次のような言及がある。
「米国の当時要求しましたところの支那及仏印からの撤兵、重慶以外の支那政権の否認、三国同盟よりの離脱、…、いづれにしても少くともこの三個条は、我が政府としては種々の行懸り上、受諾するに困難を感じたことは十分察せられる。然しながら困難を感じたには違ひないが、絶対に不可能といふものではなかった。これをアクセプトすることは外交政策上面白くないといふまでヾ、なし能はぬといふものではない。即ち得策、不得策の問題で、能否の問題ではなかった。避くるに道がないのではなく、また考ふるに遑がないわけでもなかった。さうして一たびこれを受諾したならば急迫事態は瞬時を出でずして消散して了ふのであるから、自衛の必要を呼起さしむるに及ばざる自由裁量の余地は尚ほ残されてあったのである。殊に右の要求を申入れ来りたる米国政府の十一月廿六日の対日提案は、米国の最後通牒と我が政府にては内外に宣明したが、よく調べて見ると、該提案の冒頭にはテンタチーヴ［tentative（暫定）］と記してある。即ち一の試案である。試案であるから、該提案は最後通牒ではなくして、中間通牒である。故に之に対し折衝を継続せんとの意思が我方にありさへすれば、為し得る余地は尚ほあった筈である」「何もかも辞を自衛に藉かりて自国の行動を弁護する自衛濫用の従来の慣例を踏襲するならば格別、自衛の語を厳正に解釈する限りは、国家の自衛権にて大東亜戦争を弁護することは無理と私は思ひます」

### 研究者による評価
ハーバート・ファイス
「米国のこの提案に述べられている極東の政治的・社会的秩序は、日本がこれまで夢みてきたものと真っ向から衝突するものであった。米国の構想は、相互の独立と安全を尊重し、相互に平等な立場で相接し通商を行う秩序ある平等の諸国家間の国際的社会であった。日本の構想は、日本が極東の安定的中心となるというのである。（中略）米国の提案は、日本が戦略や武力で実施しようとした右のような一切のことを拒否しようとするものであった」「しかしそれにしても、この米国の提案を最後通牒と見なすのは、政治的にも軍事的にも妥当ではないように筆者には考えられる」「米国の提案に同意してその政策を転換する。南・北いずれにもこれ以上武力進出は行わないが中国における戦争は極力これを続ける、軍隊の撤収を開始してこれに対し中国・米国・英国から如何なる反応があるかを待ってみる、あくまで勝利をうるための政策を強行する、というのが日本に許された四つの手段であった。日本はこの最後の方法を選んだ」。
入江昭
「十一月中旬から同月末までという短期間に、日本か米国かどちらかが立場を変更するということはまずあり得なかった。そのような状態にあって、米国が原点に戻り、その対外政策の基本原則をハル・ノートとして十一月二十六日に日本側に手渡したのもそれなりの必要性を持っていた。ワシントンの日本外交団及び日本政府はハル・ノートによって日米の立場の開きを思い知ったのであるが、彼等がハル・ノートを米国の最後通牒と受け止めたのは当を得ていなかった。このノートの言わんとしたことは、米国は中国、英国、蘭印を支援するが、日本にもこの陣営への参加を呼びかけた上でアジア・太平洋地域の秩序再編を目指したいということだったのである。しかし、日本がこれを拒む以上、両国間に妥協のあり得なかったのも確かである」。
中村粲
「ハル・ノートはそれまでの交渉経過を無視した全く唐突なものだった。日本への挑戦状でありタイムリミットなき最後通牒であると東郷が評したのも極論とは言えまい」「この提案の中にはいささかの妥協や譲歩も含まれておらず、ハルもルーズベルトも日本がこれを拒否するであろうことは十二分に承知していた」「ルーズベルトは対日戦争を策謀していた、11/25の会議で議題としたのは和平ではなく、戦争をいかにして開始するかの問題だった」。
秦郁彦
ハル・ノート等の外交的挑発により日本は開戦を強いられたという主張を「広義のルーズベルト陰謀説」とし（「狭議の陰謀説」はルーズベルトが事前に真珠湾攻撃を知っていながらハワイに伝えなかったという真珠湾攻撃陰謀説）、ハル・ノートはルーズベルトからの「挑戦状」であるが、日本もそれ以前に真珠湾に向けて機動部隊を出発させているので、どちらが先に挑発したかは水掛け論だとしている。また、秦は「アメリカは、満州事変に対するスティムソン・ドクトリン、日中戦争に対する「隔離演説」など満州事変以後の日本の行動について承認しないことを表明し続けていた。ハル・ノートで要求した満州事変以後の既成事実の全面放棄は、実力による阻止行動を取って来なかった日本の行動についてその清算を求めたに過ぎない」とも述べている。
森山優
「日本側は、ハル・ノートをアメリカが日本に突き付けた「条件」と解釈した。中国・仏印からの撤兵にしろ、無差別原則の適用にしろ、例外なしに実現を迫っているように読めるからである。それは、お互いの条件のすりあわせをはかる外交交渉の常道から懸け離れていた」 「日本側が衝撃を受けたのは、第一にその唐突さと不可解さであった。それを補う役割を担うはずだったのが、暫定協定案であった。もし暫定協定案が付随していれば、ハル・ノートが即座に日本に実行を迫るものではなく、未来に向けて提言された原則論であることが、比較的正確に理解されて筈だからである。（中略）暫定協定案がはずされたことで、際立ったのはアメリカの頑な態度と交渉放棄の姿勢だった」 「しかし、将来構想としても、日本側が全てを鵜呑みにすることは不可能であろう。陸軍とアメリカという強大な敵の狭間で二正面作戦を強いられていた東郷が条件闘争を展開するには、ハル・ノートはあまりに不寛容であった」。
大杉一雄
「ハル・ノートの性格は、基本的に米国六月二十一日案および十月二日案の延長線上にあり、その反復にすぎず、原理原則論から一歩も譲歩していないということである。その理念は米国が構想した戦後の自由主義国際体制の素案であり、…その理念は日本軍部ですら否定できないものが含まれており、…問題は、日本が要求している現実的処理方法に、なぜ配慮してくれないのかということであった。撤兵問題も二ヵ所の駐兵要求のうち一ヵ所（たとえば華北・内蒙）だけでも認めてくれれば、日本の譲歩は、期間の点を含めて、十分あり得ただろう。…とにかく米国が相手国のプレステージに配慮しようという姿勢はまったく認められなかった」。
ジョン・トーランド
「実はハル・ノートの内容については、日米間に悲劇的な誤解があった。ハルのいう『シナ』には満州は含まれず、だいいち彼は最初から日本による満州国の放棄など考えていなかったのである。ハル・ノートは、この点をもっと明瞭にしておくべきだった。満州国はそのままとさえわかれば、日本側はあれほど絶対に呑めぬと考えはしなかったであろう」。
「筆者は東郷外相に近かった数人に、ハル・ノートが『シナ』の定義をもっと厳密にしていたらどうだったかと質問してみた。･･･佐藤賢了は、ひたいを叩き『そうでしたか！あなたのほうが満州国を承認するとさえ言ってくれれば、ハル・ノートを受諾するところでしたよ』と言った。･･･賀屋（興宣）は、『ハル・ノートが満州国を除外していれば、開戦決断にはもっと長くかかったはずです。連絡会議では、共産主義の脅威を知りつつ北支から撤兵すべきかどうかで大激論になったでしょう』と答えた」。

## ソ連陰謀説について
ハル・ノートをめぐっては、「ソ連が独ソ戦を有利に戦うために日米開戦を策した」という「ソ連陰謀説」が一部に存在し、ハル・ノートの作成過程にソ連の関与が噂されていた。事実、ハル・ノートの原案となったモーゲンソー私案を作成したハリー・ホワイト財務次官補は、戦後にソ連のスパイとの容疑をかけられている。ホワイトは非米活動委員会で疑惑を否定し、その後間もなく急死した。しかし、後年に公開されたヴェノナ文書によると、当時のソ連の諜報活動はアメリカ政府中枢にも及んでおり、その中でもホワイトは最も高い地位にいた人物であったと思われる。ただし、ホワイトはアメリカ共産党から命令を受けていたわけではなく、あくまで自主的な活動・協力にとどまっており、情報源としての評価も高いものではなかった。
そして、ソ連の内務人民委員部（NKVD。後のKGB）で米国部副部長を務めたヴィターリー・パヴロフがホワイトと接触し、アメリカの交渉戦略に関する情報等を提供していたことが、1990年代になって明らかとなった。ソ連側ではホワイトの名前から「雪作戦」と呼ばれていた。パヴロフは「雪作戦」の目的を関東軍の脅威の中で、ソ連極東地域を日本の攻撃と侵攻から防衛することだったとしている。具体的にはアメリカの圧力で満洲の関東軍を撤退させ、その見返りにアメリカが日本に経済的埋め合わせを行うというもので、ホワイトが書いた私案にもそれらが踏襲された（パヴロフが直接ホワイトと会ったのは、1941年5月の一度だけとのことである）。
しかし、ホワイトの私案は6月6日にヘンリー・モーゲンソー財務長官に提出されたものの、この時はモーゲンソーの興味を引かず「雪作戦」は空振りとなった。しかもモーゲンソーが11月に私案を取り上げるまでの5ヶ月の間に、独ソ戦の開始・日本の関東軍特種演習の実施などソ連の危機は高まっており、そもそも作戦の成果には疑問符がつく。
なお、パヴロフの証言によれば、自分達の考え方がホワイトの状況の理解と合致したと述べるに留まっており、ソ連の工作によりホワイトがモーゲンソー私案を書いたかは確定的ではない。また、パヴロフが日米を開戦させるという考えを全面的に否定していること、モーゲンソー私案の内容が日本に融和的と言えることを踏まえると、ソ連が日米開戦を策したという「ソ連陰謀説」は成立しない。むしろパヴロフの証言は、ホワイトの影響力を誇張して、KGBの工作が日本を南進させてソ連を二正面作戦の危機から救ったというストーリーになっており、KGB称賛の意味合いが強い。
一部にはソ連の関与をもって「ハル・ノートはソ連製」とする誤解もあるが、ホワイトが作成したのは原案に過ぎず、ハル・ノートを作成したのはあくまで国務省極東部である。しかも原案にあった穏健･柔軟な条項は、各省・各部局の異議により次々と削除されており、ハル・ノートは原案の原型を留めていないものとなっている。

## 歴史教科書での記載
日本の高等学校用の日本史教科書（山川出版社『詳説日本史B』、2007年版）には以下のように記載されている。
| 「 | 「〔1941年（昭和16年）〕9月6日の御前会議は、日米交渉の期限を10月上旬と区切り、交渉が成功しなければ対米（およびイギリス・オランダ）開戦にふみ切るという帝国国策遂行要領を決定した。……木戸幸一内大臣は、9月6日の御前会議決定の白紙還元を条件として東條陸相を後継首相に推挙し、首相が陸相・内相を兼任する形で東條英機内閣が成立した。新内閣は9月6日の決定を再検討して、当面日米交渉を継続させた。しかし、11月26日のアメリカ側の提案（ハル＝ノート）は、中国・仏印からの全面的無条件撤退、満州国・汪兆銘政権の否認、日独伊三国同盟の実質的廃棄など、満州事変以前の状態への復帰を要求する最後通告に等しいものだったので、交渉成立は絶望的になった。12月1日の御前会議は対米交渉を不成功と判断し、米英に対する開戦を最終的に決定した。12月8日、日本陸軍が英領マレー半島に奇襲上陸し、日本海軍がハワイ真珠湾を奇襲攻撃した。日本はアメリカ・イギリスに宣戦を布告し、第二次世界大戦の重要な一環をなす太平洋戦争が開始された。」 | 」 |

アメリカの高等学校用の教科書（『アメリカン・ページェント―共和国の歴史』、2002年版）では以下のように記載されている。
| 「 | 「1941年半ば、合衆国国内における日本の資産を凍結し、ガソリンなど軍事物資の輸出をすべて停止した。…日本の指導部は苦渋に満ちた二つの選択肢を突き付けられた。アメリカに屈従するか、あるいは石油資源やその他資源が豊かな東南アジアに窮余の一策として攻撃に出ることで、輸出停止の包囲網を打ち破るか、のどちらかだった」 「日本との最後の緊迫した交渉が、1941年11月から12月初めにワシントンで行われた。国務省は日本の中国からの撤退を主張し、その代わりに限られた規模での貿易再開を申し出た。中国との4年以上にわたる苦しい戦いを続けてきた日本の帝国主義者は、合衆国の要請で退却するのは面子を失うことだとして同意しようとはしなかった。アメリカに屈従するか、中国での侵略を続けるか、の選択に迫られ、彼らは剣を選んだ」 「ワシントンの政府高官はだれ一人として、日本軍がハワイを攻撃するほど強力であり、あるいは向こう見ずであるとは思ってもみなかったようだ。」 「しかし、攻撃は、東京が意図的にワシントンでの交渉を長引かせているあいだにパールハーバーで行われた。…1941年12月7日の朝、『暗い日曜日』に、警告なしに攻撃した。ルーズベルトが議会で声明したように、その日は「屈辱の日」として記憶された。」 | 」 |